# Бубе, Адольф
Адольф Бубе (нем. Adolf Bube; 1802—1873) — немецкий поэт и архивариус, друг Иоганна Вольфганга фон Гёте.

## Биография
Адольф Бубе родился 23 сентября 1802 года в городе Гота в земле Тюрингия. Учился в Йенском университете. 
В 1842 году Бубе был назначен директором герцогской художественной галереи (нем. Schloss Friedenstein), а в 1853 году также и китайской коллекции при ней. 
Адольф Бубе умер 17 октября 1873 года в родном городе. 
Из его произведений, согласно «ЭСБЕ», лучшими считаются: «Thüringer Volkssagen» (Гота, 1837; 7 изд., 1871; сборник избранных произведений, 1848), «Deutsche Sagen» (4 изд., Йена, 1843), «Thüring. Sagenschatz» (Гота, 1851); «Romanzen und Balladen» (2 изд., Гота, 1855), в которых много простоты и задушевности, а также видна большая привязанность к родной Тюрингии. Кроме того, им изданы «Gedichte» (2 изд., Гота, 1836) и «Neue Gedichte» (Йена, 1840).